# Лејк Танглвуд (Тексас)
Лејк Танглвуд (енгл. Lake Tanglewood) град је у америчкој савезној држави Тексас.

## Демографија
По попису из 2010. године број становника је 796, што је 29 (-3,5%) становника мање него 2000. године.
| Група             | 2000.       | 2010.       |
| Белци             | 804 (97,5%) | 767 (96,4%) |
| Афроамериканци    | 0 (0,0%)    | 1 (0,1%)    |
| Азијати           | 0 (0,0%)    | 3 (0,4%)    |
| Хиспаноамериканци | 16 (1,9%)   | 20 (2,5%)   |
| Укупно            | 825         | 796         |